# Prefijos telefónicos 819 y 873
Los prefijos telefónicos 819 y 873 son prefijos regionales del sistema de numerotación de América del Norte cubriendo las regiones centrales y occidentales de Quebec (Canadá).

## Historia y geografía
El prefijo telefónico 819 fue creado en 1957 por separación de los prefijos telefónicos 514 y prefijo telefónico 418. Cubre los territorios de las regiones administrativas de Estrie, Centre-du-Quebec, Mauricie, partes norte de Lanaudière y de Laurentides, Abitibi-Témiscamingue y Nord-du-Québec. En 2012, el prefijo telefónico 873 fue creado por superposición del prefijo telefónico 819.

## Lista de los centros telefónicos por localidad
| Centro                  | Número 819 | Número 873 | Localidades                         | Códigos de localidades | Nota |
| ----------------------- | ---------- | ---------- | ----------------------------------- | ---------------------- | ---- |
| Saint-Donat-de-Montcalm | 819 424    |            | Notre-Dame-de-la-Merci, Saint-Donat | 62055, 62060           |      |

## Lista de proveedores y localidades por número de centro telefónico
Leyenda:  B Bell Canada, C CoopTel,F Fido, L Local, T Telus, V Vidéotron
|    | 0   | 1   | 2   | 3   | 4                             | 5    | 6   | 7   | 8   | 9   |
| -- | --- | --- | --- | --- | ----------------------------- | ---- | --- | --- | --- | --- |
| 20 | 200 | 201 | 202 | 203 | 204                           | 205  | 206 | 207 | 208 | 209 |
| 22 | 220 | 221 | 222 | 223 | 224                           | 225  | 226 | 227 | 228 | 229 |
| 24 | 240 | 241 | 242 | 243 | 244                           | 245  | 246 | 247 | 248 | 249 |
| 42 | 420 | 421 | 422 | 423 | 424 B Saint-Donat-de-Montcalm | 425  | 426 | 427 | 428 | 429 |
| 43 | 430 | 431 | 432 | 433 | 434                           | 435  | 436 | 437 | 438 | 439 |
| 47 | 470 | 471 | 472 | 473 | 474                           | 475] | 476 | 477 | 478 | 479 |
| 53 | 530 | 531 | 532 | 533 | 534                           | 535  | 536 | 537 | 538 | 539 |
| 54 | 540 | 541 | 542 | 543 | 544                           | 545  | 546 | 547 | 548 | 549 |
| 56 | 560 | 561 | 562 | 563 | 564                           | 565  | 566 | 567 | 568 | 569 |
| 58 | 580 | 581 | 582 | 583 | 584                           | 585  | 586 | 587 | 588 | 589 |
| 83 | 830 | 831 | 832 | 833 | 834                           | 835  | 836 | 837 | 838 | 839 |
| 86 | 860 | 861 | 862 | 863 | 864                           | 865  | 866 | 867 | 868 | 869 |
| 88 | 880 | 881 | 882 | 883 | 884                           | 885  | 886 | 887 | 888 | 889 |